# Opperraad (vrijmetselarij)
De Opperraad is een generische term voor een aantal gezagsdragende organen in initiatieke bewegingen.

## De Opperraad in deVrijmetselarij
Hier is het algemeen de benaming voor een koepelorganisatie van korpsen in de 'hogere graden' van de vrijmetselarij. Het zijn soevereine obediënties in de hogere gradenvrijmetselarij.
Opperraad is in het bijzonder de benaming voor actieve vrijmetselaars die de 33e graad van de Aloude en Aangenomen Schotse Ritus bezitten en gezamenlijk zetelen in het hoogste bestuursorgaan van één en dezelfde jurisdictie.
In sommige gevallen heeft de Opperraad enkel bevoegdheid over het rituaal, in andere ook over bestuurlijke zaken.

## De Opperraad in hetMartinisme
In het Martinisme is de Opperraad het hoogste gezagsorgaan van de obediëntie. Haar bevoegdheid gaat zowel over de ritus als de toetreding of uitsluiting van de leden. Zij benoemt de Soeverein Grootmeester. In sommige Martinistische obediënties worden deze bevoegdheden uitgesplitst tussen de Opperraad en de Directiekamer. In dit geval is de Opperraad een consultatief orgaan, bestaande uit alle leden met de graad van inwijder en de leiders van de loges. Deze raad benoemt dan de Directiekamer die de uiteindelijke beslissingen neemt.